# Snkuasik
Snkuasik, ogranak Colville Indijanaca (prema Ray-u, 1932.), porodica Salishan, koji su živjeli na rijeci Colville, na suprotnoj obali od grada Daisy u selu Nkuasiam. Kraj u kojem su živjeli danas prolazi autoput što spaja Inchelium i Kettle Falls i nalazi se na području rezervata Colville.